# Lamarque-Rustaing
Lamarque-Rustaing è un comune francese di 59 abitanti situato nel dipartimento degli Alti Pirenei nella regione dell'Occitania.

## Società

### Evoluzione demografica
Abitanti censiti